# Sukopsmühle
Sukopsmühle ist eine zum Stadtteil Bruchmachtersen gehörende Siedlung in der kreisfreien Stadt Salzgitter in Niedersachsen.

## Geographie
Zur Siedlung gehören die obere Sukopsmühle im Südwesten und die untere Sukopsmühle im Nordosten, die jeweils aus wenigen Wohn- und Hofgebäuden bestehen. Die beiden Mühlen liegen etwa 200 Meter auseinander und werden durch die Kreisstraße zwischen den Stadtteilen Lichtenberg im Südwesten und Salder im Osten voneinander getrennt. Nur etwa einen Kilometer nördlich der Siedlung liegt Bruchmachtersen, dazwischen verläuft die Bundesautobahn 39.

## Geschichte
Beide Mühlen zählen zu den ältesten Mühlen auf dem Gebiet der Stadt Salzgitter. Sie wurden durch den Sukop’s Mühlgraben angetrieben, dessen zwei Quellen in den nahen Lichtenbergen, einem Teil des Salzgitter-Höhenzuges, entspringen, und der bei Bruchmachtersen in die Fuhse mündet. Der obere der drei Stauteiche für den Betrieb der Mühlen wurden 1913 an der heutigen Stelle angelegt, die beiden unteren 1932/33. Früher hatten die Stauteiche weiter oberhalb gelegen, waren aber zugewachsen und wurden daher verlegt. Seit dem 14. Juli 1941 ist der Bereich um die Sukopsmühlen Landschaftsschutzgebiet.

### Obere Sukopsmühle

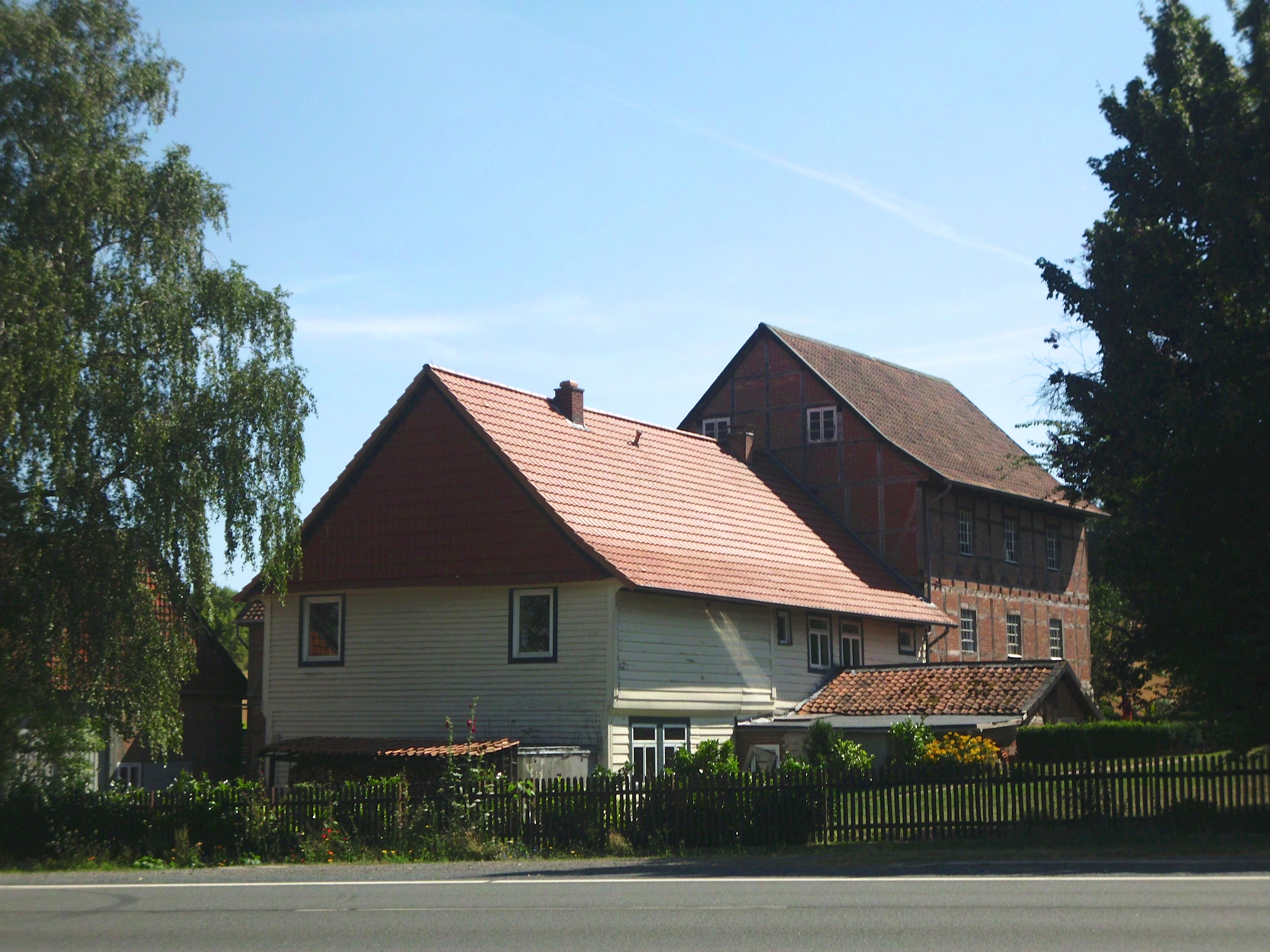
Wohnhaus der Oberen Sukopsmühle

Die obere Sukopsmühle wurde 1465 erstmals schriftlich als „Suckops mole belegen bovem dem Dorpe to Machtersen“ erwähnt, Besitzer waren die Herren von Salder. 1637 wird erstmals ein Müller der Familie Sukop genannt, als Jacob von Salder dem Hansen Saucopp die obere Mühle verlieh. Die Familie Sukop führte die Mühle bis 1730, später werden die Familien Borns und Becker als Müller genannt.
Im Jahr 1906 erhielt die Mühle ein neues unterschlächtiges Wasserrad, 1922 wurde dieses durch eine Wasserturbine ersetzt, die später durch zwei Dieselmotoren mit 20 und 11 PS Leistung unterstützt wurde. Beide Dieselmotoren wurden nach 1945 verschrottet und durch Elektromotoren ersetzt; der dazu benötigte Strom wurde von der Überlandzentrale Helmstedt bezogen. Der Betrieb der Mühle wurde 1962 eingestellt.

### Untere Sukopsmühle

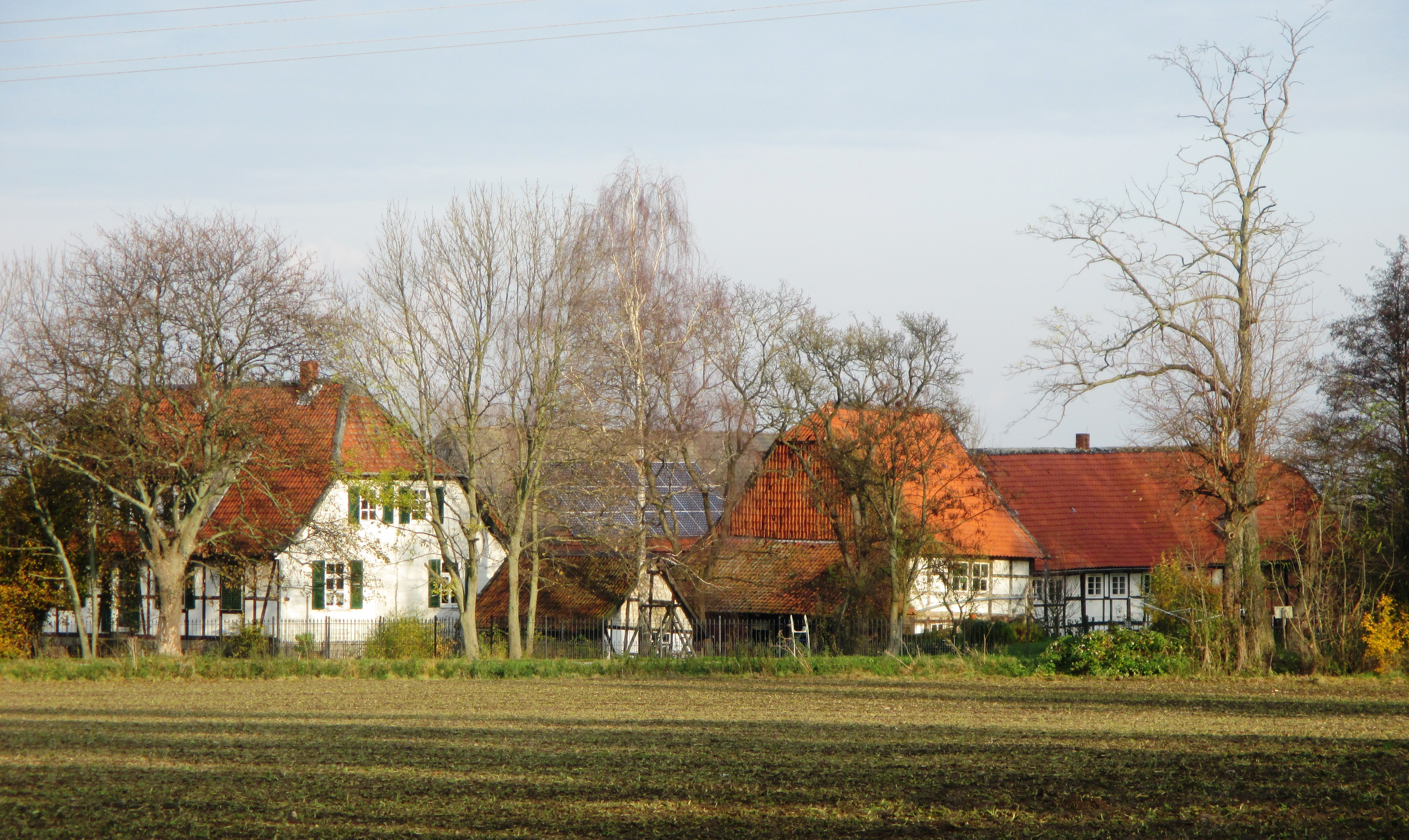
Untere Sukopsmühle

Die untere Sukopsmühle wurde um 1490 erstmals schriftlich in einem Güterverzeichnis der Herren von Salder genannt, zu deren Besitz auch diese Mühle zählte. 1627 wird ein Müller Saucopf genannt, von da an blieb die Mühle bis zu ihrer Stilllegung im Jahr 1940 in Besitz der Familie Sukop.

### Holländermühle
1870 ließ Friedrich Becker, der damalige Besitzer der oberen Mühle, in der Nähe seiner Mühle eine Holländerwindmühle mit drei Mahlgängen errichten. Nachdem diese 1891 bei einem Sturm stark beschädigt worden war, wurde sie nicht mehr instand gesetzt und später abgetragen.